# Quicksilver Messenger Service
I Quicksilver Messenger Service sono stati un gruppo rock statunitense.
Sono considerati (insieme ai Grateful Dead e ai Jefferson Airplane) una delle formazioni più originali e innovative del rock psichedelico di San Francisco degli anni sessanta.

## Storia del gruppo

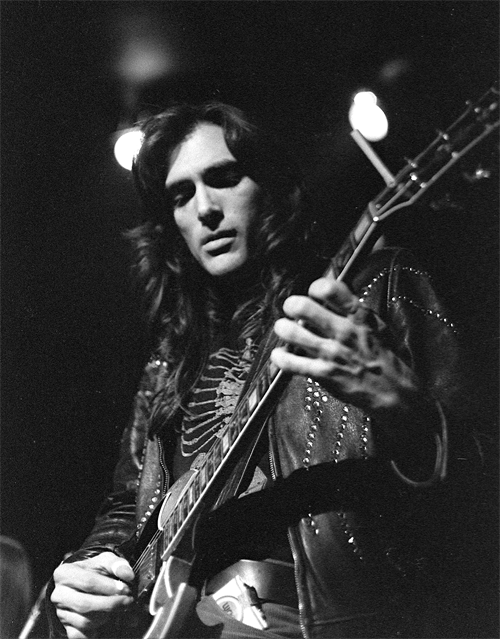
John Cipollina

I Quicksilver Messenger Service si formarono nel clima culturale e musicale della San Francisco della metà degli anni sessanta, originariamente animati dal chitarrista Dino Valenti che aveva radunato attorno a sé un altro chitarrista di estrazione rock, John Cipollina, e il cantante e armonicista Jim Murray. A questo nucleo si unì un altro chitarrista, Gary Duncan, e la formazione fu completata dal bassista David Freiberg e da Greg Elmore alla batteria. Il progetto iniziale fu compromesso dall'arresto, per questioni legate alla droga, di Valenti che rimase in carcere per un anno e mezzo, ma i cinque membri rimasti proseguirono comunque a esibirsi nelle atmosfere psichedeliche della città californiana, spesso affiancando altri gruppi della scena musicale e conquistandosi un buon seguito di ammiratori. Parteciparono fra l'altro alla tre giorni del 4-6 febbraio 1966 assieme ai Jefferson Airplane, e si esibirono in occasione del Monterey Pop Festival, nel giugno dell'anno successivo.
Benché tradizionalmente ritenuti come appartenenti – assieme ai Jefferson Airplane e ai Grateful Dead – alla “prima generazione dei gruppi di San Francisco”, i Quicksilver non raggiunsero mai la popolarità delle altre due formazioni, in parte anche perché agli inizi della loro carriera si rifiutarono di produrre materiale registrato. Si decisero a incidere il primo album a fine 1967, quando anche Murray aveva abbandonato il gruppo per dedicarsi allo studio del sitar. Il disco d'esordio, Quicksilver Messenger Service, risente delle influenze degli Electric Flag e dello stile chitarristico di Mike Bloomfield, e in generale non rispose alle aspettative del pubblico. Di ben altro calibro Happy Trails, che mostra il duo chitarristico Cipollina-Duncan  in forma smagliante; registrato in larga parte al Fillmore East e al Fillmore West, l'album è collocato dalla rivista Rolling Stone al posto 189 della classifica dei 500 migliori album di tutti i tempi.

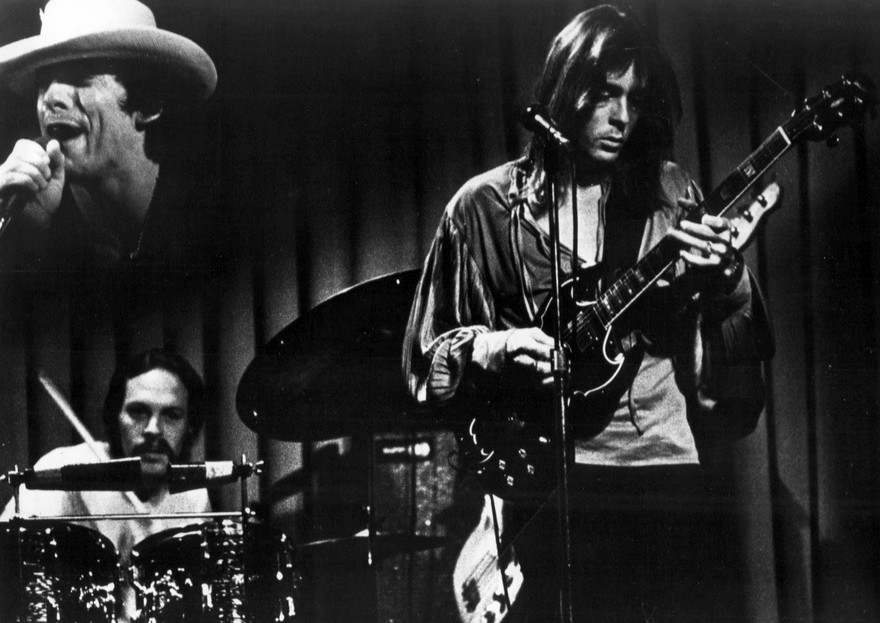
I Quicksilver Messenger Service: in alto Dino Valenti,alla batteria Greg Elmore, alla chitarra Gary Duncan (1972)

Susseguentemente, Duncan abbandonò il gruppo sostituito dal tastierista Nicky Hopkins, e con la nuova formazione venne inciso Shady Grove. Dal 1970 il gruppo andò incontro a vari rimaneggiamenti. Dapprima ritornarono Valenti (dopo una lontananza di tre anni) e Duncan; e la rinnovata formazione registrò Just for Love.  Il successivo What About Me vide la presenza di Mark Naftalin al posto di Hopkins. In seguito a lasciare furono Cipollina e Freiberg (quest'ultimo, dopo una detenzione di un anno per possesso di marijuana, sarebbe confluito nei Jefferson Starship). Perciò i Quicksilver Messenger Service dovettero essere integrati dal bassista Mark Ryan e dal tastierista Chuck Steales, e con questa formazione registrarono Quicksilver e Comin' Thru. I due dischi ebbero un riscontro insoddisfacente, e così il quintetto decise di sciogliersi. Nel 1975 Valenti, Duncan ed Elmore si riunirono ed incisero assieme a Skip Olsen al basso e W. Michael Lewis alle tastiere l'album Solid Silver, giudicato monotono e poco rilevante anche se non privo di momenti di ricchezza emotiva.
Gary Duncan a due riprese cercò di ridare vita ai Quicksilver: la prima volta nel 1987, con la produzione dell'album Peace by Piece, e a metà degli anni novanta (dopo la morte di Cipollina e Valenti), quando venne messo in commercio Shape Shifter, ma in entrambi i casi senza grande fortuna.

## Stile musicale
Dino Valenti, cantante e compositore cresciuto nella scena folk di San Francisco, a metà degli anni sessanta sterzò in direzione del rock e mise insieme una formazione che interpretasse la propria svolta. Pur giungendo sul mercato discografico in ritardo rispetto ad altri gruppi californiani loro contemporanei, già nel primo album i Quicksilver Messenger Service mostrarono di saper spaziare dal country all’easy listening fino al rock psichedelico. Il country e in misura massiccia la psichedelia costituirono il tessuto sonoro del loro disco più importante, Happy Trails, in cui avrebbero fatto la loro comparsa ingredienti a metà fra rock e jazz. Nel successivo Shady Grove, sulla scia dei Grateful Dead avvenne il passaggio al country rock, ma il disco vede la presenza di altre tracce di matrice blues. A seguire, con il ritorno di Valenti la formazione si volse al folk psichedelico, e in qualche altra traccia successiva il gruppo si richiamò a un rock blues vigoroso tipico dei Cream, e in seguito al pop. In Comin' Thru del 1972 l’aggiunta della sezione dei fiati in alcuni brani crea atmosfere rhythm and blues che si avvicinano al funk.

## Membri
Con l'esclusione di Dino Valenti, i membri della formazione originale erano:
- John Cipollina (chitarra),
- Gary Duncan (chitarra, voce),
- David Freiberg (basso, voce e viola),
- Greg Elmore (batteria),
- Jim Murray (voce, chitarra e armonica).

## Discografia

### Album in studio
- 1968 - Quicksilver Messenger Service
- 1969 - Happy Trails
- 1969 - Shady Grove
- 1970 - Just for Love
- 1970 - What About Me
- 1971 - Quicksilver
- 1972 - Comin' Thru
- 1975 - Solid Silver
- 1986 - Peace by Piece (come Quicksilver)
- 1996 - Shape Shifter (come Quicksilver)
- 2009 - Castles in the Sand (jam session in studio registrato a Corte Madera, California, fine 1969 - inizio 1970)
- 2009 - Reunion

### Album live
- 1983 - Maiden of the Cancer Moon
- 1987 - Live at Fieldstone (come Gary Duncan Quicksilver)
- 1999 - The Unreleased Quicksilver Messenger Service: Lost Gold and Silver
- 2006 - Live at Sweetwater

### Compilation
- 1970 - The Best of Quicksilver Messenger Service
- 1973 - Anthology
- 2018 - An Anthology of Rare Studio Sessions